# Sigmund Engländer
Pour les articles homonymes, voir Englander.
Sigmund Engländer (1823-1902), journaliste et écrivain autrichien fut un des dirigeants de la révolution autrichienne de 1848, puis un des fondateurs et dirigeants de l'agence de presse Reuters.

## Biographie
Né en 1823 à Třebíč, en margraviat de Moravie, dans une famille de la classe moyenne juive, Sigismund Engländer est diplômé de l'université de la ville de Vienne et a continué par la suite dans le domaine de la littérature. Ami intime du poète Friedrich Hebbel, il fréquentera aussi Heinrich Heine. Il commence à éditer en 1847 un mensuel titré "Le salon : témoignage des cercles de littérature, l'art et la vie". La censure autrichienne décide de fermer la publication après trois numéros. 
À seulement 25 ans, il est ensuite l'un des dirigeants de la Révolution de 1848 en Autriche. Lorsque Vienne est encerclée par l'armée du gouvernement de Metternich, Engländer fait partie des 12 otages que Windischgrätz demande à récupérer afin de les punir. Il réussit à s'évader et gagner Francfort, puis Paris, tout comme un autre agitateur viennois, Sigmund Kolisch. Il y publie avec Paul Julius Reuter une Correspondance lithographiée, faite d'extraits et traductions de journaux, envoyée à la presse.
Il entre en conflit avec les autorités françaises, qui l'emprisonnent puis le condamnent à l'exil, ce qui l'amène à se réfugier en 1854 à Londres, où il devient correspondent de plusieurs journaux continentaux et l'éditeur du journal germanophone Londoner Deutsche Zeitung, ainsi que le chef de la rédaction de l'Agence de presse Reuters. Il s'estime alors comme « bien plus que le bras droit » du fondateur de Reuters.
Selon l’historien Donald Read, spécialiste de Reuters, Englander a surenchéri à 120 000 livres, après qu'une première tentative d’acheter l'agence Havas pour 90000 livres sterling (3 millions de francs), en juillet 1872, eut été rejetée. En avril 1873, il informe le secrétaire général de Reuters que l’offre est modifiée : seule serait éventuellement achetée la division télégraphique internationale d’Havas, Reuters renonçant à reprendre la partie française d'Havas, car les journaux français s’y montrent hostiles. 
Les archives de l’agence Reuters montrent aussi qu'il a joué un rôle important dans le bref abandon, l'année de la rupture de l’accord de partage du monde avec Havas, de l’hostilité affichée par Reuter envers une entrée sur le marché publicitaire. Le projet échoue, cependant, le conseil d’administration de Reuters estimant qu'il risque d'« abaisser l’image du service télégraphique aux yeux de la presse. » Englander proposera même l’ouverture d’un bureau parisien, au cœur des terres d'Havas.
En 1871, le nom d'Engländer apparait dans la presse anglaise, en lien avec un parti politique, ce qui est considéré comme une faute et une rupture de confiance par le conseil d'administration de Reuters. Paul Julius Reuter décide alors de l'envoyer en Turquie, où il couvre la désintégration de l'Empire ottoman, obtenant des « scoops » pendant le conflit russo-ottoman de 1877-1878. Il ne quittera la Turquie qu'en 1888, travaillera dans différents pays d'Europe pour Reuters, avant de représentative l'Agence à Paris, puis de prendre sa retraite en 1894 à l'âge de 70 ans. Peu avant, en 1891, il se faisait l'avocat du Reuters International Society Gossip, compilation de « potins mondains » de Berlin, Rome, ou Paris pour la presse londonienne.
Il est l'auteur d'une Histoire des associations ouvrières françaises.